# Фер'яна
Фер'яна (араб. فريانة) — місто в Тунісі. Входить до складу вілаєту Касерін. Станом на 2004 рік тут проживало 24 198 осіб.